# Zhen de ci ke nu you
Zhen de ci ke nu you (朕的刺客女友S, lett. "La maldestra ragazza assassina"), noto anche con il titolo internazionale in lingua inglese My Assassin Girlfriend (lett. "La mia ragazza assassina"), è una serie televisiva cinese del 2018.

## Trama
Bai Yin Qui è il giovane re della regione del Sumeru, ma malgrado l'impegno la corte si ritrova danneggiata da numerosi funzionari corrotti, che tramano per dare luogo a un colpo di stato; inoltre, la sua vita è costantemente minacciata dall'assassina Yu Yan, che cerca in tutti i modi di ucciderlo. Essendosi innamorato della ragazza, Bai Yin Qui – pur riuscendo ogni volta a batterla e imprigionarla – la lascia sempre fuggire; al contrario, Yu Yan desidera uccidere Bai Yin Qui per vendicare la morte dei propri genitori (scoprendo solo in seguito che, in realtà, la famiglia del ragazzo era innocente).
Durante uno dei tentativi di assassinio, per sbaglio a Bai Yin Qui si attiva uno speciale ciondolo, che catapulta lo catapulta – insieme al fedele servitore Tian Xiaoli e a Yu Yian – nel presente; dopo varie peripezie, Bai e Yu si rincontrano, solo che quest'ultima ha perso ogni ricordo del suo passato, e si fa chiamare Yu Juan Zhi. Bai Yin Qui decide così di sfruttare l'occasione per conquistare il cuore della ragazza e riuscire a sposarla, cosa che – tornati nel passato – infine avviene.